# Про рух Землі
Про рух Землі (яп. チ。―地球の運動について―, Chi: Chikyū no Undō ni Tsuite) — серія манґи, написана та проілюстрована Уото. Серіал виходив у журналі Weekly Big Comic Spirits видавництва Shogakukan з вересня 2020 року по квітень 2022 року, а його глави були зібрані у вісім томів танкобонів. Дія серіалу розгортається в Європі XV століття і розповідає про небезпечні подорожі вчених, які ризикують життям заради дослідження забороненої геліоцентричної теорії.
Аніме-адаптація від студії Madhouse виходила в ефір з жовтня 2024 року по березень 2025 року.
Станом на лютий 2025 року тираж манґи перевищив 5 мільйонів примірників.

## Сюжет
XV століття, Європа. Церква має потужний контроль над поширенням інформації, а опозиція до її офіційної доктрини може розглядатися як єресь і переслідуватися інквізиторами. Рафал, вундеркінд, який цікавиться астрономією, живе життям зразкового учня в школі, якою керує його прийомний батько Потоцький, що намагається переконати його вивчати богослов'я в університеті. Однак життя Рафала змінюється, коли Губерт, єретик-вчений, примушує його допомагати у дослідженні руху Землі. Спочатку скептично налаштований, Рафал підтверджує геліоцентричну модель власними розрахунками. Про їхню таємну роботу дізнається інквізитор Новак, який знаходить ескізи Рафала. Губерт жертвує собою, дарує Рафалу кулон і бере на себе провину, що призводить до його страти. Рафал продовжує дослідження таємно, але стикається з Потоцьким, який попереджає його про небезпеку, посилаючись на власну боротьбу в минулому. Коли Рафал відмовляється зупинитися, Потоцький доносить на нього Новаку. На суді Рафал відмовляється відректися від своїх слів, і його засуджують до смертної кари. Перед стратою він накладає на себе руки за допомогою контрабандного макового насіння, а його тіло спалюють.
Десять років потому дуелянтам Окчі та Грасу доручають охороняти єретика під час транспортування у супроводі Новака. Грас, астроном-аматор, записує рухи Марса і очікує, що він завершить свій оберт. Однак Марс несподівано ретроградує, що розчаровує Граса. Єретик розкриває місцезнаходження скриньки з астрономічними дослідженнями і перед смертю віддає Окчі кулон. Окчі та Грас знаходять скриньку. Згодом Грас помирає, коли обвалюється міст по дорозі в село. Окчі звертається по допомогу до Бадені, розжалуваного священника, який погоджується вивчити вміст скриньки, якщо Окчі продовжить спостереження Граса. Вони знаходять дослідження про геліоцентризм і шукають товаришів, залучаючи Йоланту, асистентку вченого, та графа П'яста, дослідника моделі Птолемея. Після смерті П'яста Бадені завершує теорію. Однак Новак проводить розслідування, що призводить до арешту і страти Бадені та Окчі. Йоланту, яка виявляється донькою Новака, рятує співчутливий інквізитор, який інсценує її смерть. Звістка про засудження і смерть Бадені дійшла до його місцевої парафії, де священник на ім'я Грабовський дізнався, що Бадені переписав весь щоденник Окчі на головах місцевих волоцюг.
Двадцять п'ять років потому Шмідт, капітан Визвольного руху єретиків, за наказом Йоланти знаходить книгу Окчі. Дівчина на ім'я Драка спалює її, переказуючи її повний зміст Йоланті в обмін на доступ до друкарського верстата. Коли війська Новака атакують, Йоланта жертвує собою, дозволяючи Драці та Шмідту втекти. Групу Шмідта зраджують, і вони жертвують собою, щоб допомогти Драці дістатися до Антонія, єпископа. Драка переконує Антонія опублікувати геліоцентричні дослідження, але втручається Новак, вбиває Антонія і спалює церкву. Драка смертельно ранить Новака, перш ніж померти від отриманих поранень. В останні хвилини життя Новак бачить галюцинації Рафала і усвідомлює свою роль злодія геліоцентризму. Перед смертю Драка надсилає листа за допомогою поштового голуба.
У 1468 році помічник пекаря Альберт Брудзевський відмовляється вступати до університету, поки його не вмовляє священник. У дитинстві Альберт любив астрономію і ділився своїми спостереженнями з батьком, який познайомив його з Рафалом, фанатичним вченим. Рафал взяв Альберта на збори вчених, але згодом вбив батька Альберта за відмову підтримати його заборонені дослідження. Рафал був схоплений, а Альберт, травмований, спочатку закинув астрономію. Після розмови зі священником Альберт вирішує вступати до університету, де викладає протягом 20 років. У 1482 році він пише коментар до підручника з астрономії, який вплинув на майбутніх науковців, у тому числі на молодого Миколая Коперника у 1491 році.

## Персонажі

### Частина перша
Рафал (яп. ラファウ, Rafau)
Юний вундеркінд, який перескочив через клас і вступив до університету у віці 12 років. Рафал завжди досягав успіху, приймаючи раціональні рішення. Однак його інтерес був викликаний красою геліоцентричної теорії, що змусило його заглибитися в широкі дослідження на цю тему. Його самогубство, щоб уникнути переслідування, є рушійною силою сюжету.
Новак (яп. ノヴァク, Novaku)
Інквізитор, який не має певної ідеології, але вважає своїм обов'язком захищати мир у світі, в тому числі і свою доньку, навіть якщо це означає вдаватися до жорстоких дій.
Губерт (яп. フベルト, Fuberuto)
Єретик, якого ув'язнюють за заборонені дослідження. Щоб вийти на волю і продовжити свою роботу, він вдає, що змінив свої погляди. Однак після зустрічі з Рафалом Губерт розкрив правду про свої дослідження — геліоцентричну теорію.
Потоцький (яп. ポトツキ, Pototsuki)
Прийомний батько Рафала. Він був тим, хто попросив його покинути вивчення астрономії і натомість зосередитися на богослов'ї при вступі до університету.

### Частина друга
Окчі (яп. オクジー, Okujī)
Боєць-чемпіон з відмінним зором, але він боїться дивитися на небо. Його мислення в переважній більшості негативне, без жодних очікувань від світу і з бажанням якнайшвидше дістатися до небес.
Грас (яп. グラス, Gurasu)
Товариш Окчі. На відміну від Окчі, його світогляд є надзвичайно позитивним навіть у часи відчаю, що він пов'язує зі своїм захопленням Марсом.
Бадені (яп. バデーニ, Badēni)
Священник, який вирушає на пошуки «найкращої миті свого життя». У гонитві за знаннями він нехтує церковними правилами, що призводить до опіку його очей і подальшого вигнання у віддалене село.
Йоланта (яп. ヨレンタ, Yorenta)
Асистентка в галузі астрономії. Вона була прийнята в установу, яку очолює відомий космолог. Однак зараз вона відчуває себе розчарованою, оскільки їй не дають можливості проводити дослідження в повній мірі через її стать. Виявляється, що вона донька Новака, але вона не знає, що Новак — інквізитор.
Корбе (яп. コルベ, Korube)
Колега Йоланти. Оскільки на жінок дивляться зверхньо, він публікує дослідження Йоланти від свого імені.
Граф П'яст (яп. ピャスト伯, Pyasuto Haku)
Астроном, який очолює дослідницьку групу, до якої належить Йоланта. Незважаючи на те, що він є прихильником геоцентризму, він присвятив своє життя вивченню правди про Всесвіт.
Антоні (яп. アントニ)
Єпископ, який є зарозумілим і відданим членом церкви. Він розглядає інквізицію Новака як загрозу для майбутнього церкви, оскільки, на відміну від Новака, він готовий адаптуватися до змін.

### Частина третя
Драка (яп. ドゥラカ, Duraka)
Дівчина із кочового племені. За допомогою свого неймовірного розуму і таланту вона зробила значний внесок у розвиток свого села. Її тверде переконання «заробляти гроші доти, доки не зникнуть турботи» випливає з її особистого досвіду втрати батька в юному віці.
Шмідт (яп. シュミット, Shumitto)
Капітан Визвольного руху єретиків. Натураліст, який прагне відродити бога, зіпсованого людською мораллю. Наразі він зосереджений на ослабленні ортодоксальної фракції церкви.
Друв (яп. ドゥルーヴ, Durūvu)
Дядько Драки. Він виховує Драку як єдиний кровний родич, що залишився після смерті батька. Він вчить Драку жити з переконаннями, але сам готовий на все, щоб вижити.

### Фінал
Альберт Брудзевський (яп. アルベルト・ブルゼフスキ, Aruberuto Buruzefusuki)
Молодий чоловік, який працює на пекарні, де допомагає у виконанні різних завдань. Раніше він мав пристрасть до навчання, але після певного інциденту втратив інтерес до академічних дисциплін.

## Медіа

### Манґа
«Про рух Землі» публікувався у журналі Weekly Big Comic Spirits видавництва Shogakukan з 14 вересня 2020 року до 18 квітня 2022 року. Shogakukan зібрали розділи у вісім томів, випущених з 11 грудня 2020 року по 30 червня 2022 року.

#### Список томів
| № | Дата виходу     | ISBN                   |
| - | --------------- | ---------------------- |
| 1 | 11 грудня 2020  | ISBN 978-4-09-860778-5 |
| 2 | 12 січня 2021   | ISBN 978-4-09-860801-0 |
| 3 | 30 березня 2021 | ISBN 978-4-09-860878-2 |
| 4 | 30 червня 2021  | ISBN 978-4-09-861071-6 |
| 5 | 30 вересня 2021 | ISBN 978-4-09-861146-1 |
| 6 | 28 грудня 2021  | ISBN 978-4-09-861206-2 |
| 7 | 30 березня 2022 | ISBN 978-4-09-861260-4 |
| 8 | 30 червня 2022  | ISBN 978-4-09-861317-5 |

### Аніме
У червні 2022 року була анонсована аніме-адаптація виробництва студії Madhouse. Режісером став Кенічі Шімідзу, сценаристом — Шінґо Іріє, Масанорі Шіно створив дизайн персонажів, а Ушіо Кенсуке написав музику. Прем'єра серіалу відбулася 5 жовтня 2024 року на NHK General TV. Серіал складався з 25 епізодів, які виходили в ефір протягом півроку, до 15 березня 2025 року. Sakanaction виконають вступну пісню «Kaijū» (яп. 怪獣, Монстр), а Yorushika — обидві кінцеві пісні «Aporia» (яп. アポリア) і «Hebi» (яп. へび, Змій).
Netflix ліцензував серіал для трансляції по всьому світу.

#### Список серій
| № серії | Назва серії | Режисер(и)        | Розкадровка       | Оригінальна дата показу |
| --- | --- | ----------------- | ----------------- | ----------------------- |
| 1 | «Геліоцентризм — як тобі таке?» Транслітерація: «Chidōsetsu, to Demo Yobō ka» (яп. 『地動説』、とでも呼ぼうか)                                       | Котоно Ватанабе   | Кенічі Шімідзу    | 5 жовтня 2024           |
| Талановитий студент має намір вивчати теологію в університеті, проте його справжнє захоплення — астрономія. Одного разу він зустрічає таємничого науковця на ім'я Губерт.              | |                   |                   |                         |
| 2 | «А зараз… я рухатиму Землю» Транслітерація: «Ima Kara, Chikyū o Ugokasu» (яп. 今から、地球を動かす)                                                  | Хіромічі Матано   | Кенічі Шімідзу    | 5 жовтня 2024           |
| Рафал захоплений геліоцентричною теорією Губерта. Згодом Губерта арештовує інквізитор, але перед цим він встигає передати Рафалу кулон.                                                | |                   |                   |                         |
| 3 | «Я… вірю в геліоцентризм» Транслітерація: «Boku wa, Chidōsetsu o Shinjitemasu» (яп. 僕は、地動説を信じてます)                                        | Масато Мійоші     | Кенічі Шімідзу    | 12 жовтня 2024          |
| Новак переконує Потоцького визнати Рафала єретиком. Після арешту Рафал опиняється перед вибором: відректися від своєї віри в геліоцентризм або зазнати тортур.                         | |                   |                   |                         |
| 4 | «Насправді Земля прекрасніша за небеса» Транслітерація: «Kono Chikyuu wa, Tengoku Nanka Yori mo Utsukushii» (яп. この地球は、天国なんかよりも美しい) | Асамі Кавано      | Хіроші Коджіна    | 19 жовтня 2024          |
| Окчі прагне загинути на дуелі, щоб залишити свій безнадійний світ і потрапити на небеса. Його колега ж знаходить сенс життя у спогляданні зірок.                                       | |                   |                   |                         |
| 5 | «Навіть якщо я помру… цей світ існуватиме й далі» Транслітерація: «Watashi ga Shindemo Kono Sekai wa Tsuzuku» (яп. 私が死んでもこの世界は続く)       | Масато Мійоші     | Джюнічі Саката    | 26 жовтня 2024          |
| Грас відмовляється виконати завдання, наражаючи себе й Окчі на смертельну небезпеку з боку Новака. Вдвох вони тікають у гори, де знаходять кам'яну скриню.                             | |                   |                   |                         |
| 6 | «Зрушити… світ» Транслітерація: «Sekai o, Ugokase» (яп. 世界を、動かせ)                                                                              | Котоно Ватанабе   | Тао Хадзукі       | 2 листопада 2024        |
| Окчі звертається за допомогою до ченця Бадені, який був понижений у чині та накликав на себе гнів церкви через своє захоплення таємницями небес.                                       | |                   |                   |                         |
| 7 | «Заради істини» Транслітерація: «Shinri no Tamenara» (яп. 真理のためなら)                                                                            | Хірокі Морі       | Коджі Саваї       | 9 листопада 2024        |
| Як єдина дівчина в астрономічному інституті, талановита вчена Йоланта стикається з дискримінацією. Бадені, тим часом, шукає докази для підтримки теорії геліоцентризму.                | |                   |                   |                         |
| 8 | «Доведеться стати Ікаром» Транслітерація: «Ikarosu ni Naraneba» (яп. イカロスにならねば)                                                             | Котоно Ватанабе   | Котоно Ватанабе   | 16 листопада 2024       |
| Бадені пропонує Йоланті можливість дізнатися правду про небеса, але її охоплює страх. Згодом вона випадково чує сміливі слова графа П’яста.                                            | |                   |                   |                         |
| 9 | «То ось як воно… знати істину» Транслітерація: «Kitto Sore ga, Nanika o Shiru to iu Kotoda» (яп. きっとそれが、何かを知るということだ)               | Асамі Кавано      | Асамі Кавано      | 23 листопада 2024       |
| Колись П’яст присягнувся довести геоцентричну модель свого професора. У сьогоденні він погоджується дозволити Бадені використовувати свої записи — за однієї умови.                    | |                   |                   |                         |
| 10 | «Істина» Транслітерація: «Chi» (яп. 『知』) | Хіромічі Матано   | Кенічі Шімідзу    | 30 листопада 2024       |
| Окчі розповідає Бадені, що він навчається читати та писати. Згодом Бадені заявляє, що знання повинні бути доступні лише обраним, і це викликає обурення у одного з ченців.             | |                   |                   |                         |
| 11 | «Терор» Транслітерація: «Chi» (яп. 『血』) | Масатойо Такада   | Масатойо Такада   | 7 грудня 2024           |
| Новак дає двом новачкам-інквізиторам шанс на власному досвіді відчути жахіття їхньої нової роботи. Бадені зустрічається з Йолантою і повідомляє, що завершив роботу над своєю теорією. | |                   |                   |                         |
| 12 | «Я вірую в геліоцентризм» Транслітерація: «Ore wa, Chidōsetsu o Shinkō Shi Teru» (яп. 俺は、地動説を信仰してる)                                      | Асамі Кавано      | Кенічі Шімідзу    | 14 грудня 2024          |
| Новак просить Бадені показати його дослідження. Він оглядає кімнату, але не знаходить нічого, що могло б його запідозрити… поки не помічає дещо.                                       | |                   |                   |                         |
| 13 | «Свобода» Транслітерація: «Jiyū o» (яп. 『自由』を)                                                                                                  | Масатеру Мацумура | Кенічі Шімідзу    | 21 грудня 2024          |
| Поранений Окчі прокидається в медичній зоні камери інквізиції і бачить Новака, який не дав йому померти, сподіваючись отримати потрібну інформацію.                                    | |                   |                   |                         |
| 14 | «Яке небо сьогодні…» Транслітерація: «Kyō no Kono Sora wa» (яп. 今日のこの空は)                                                                      | Котоно Ватанабе   | Котоно Ватанабе   | 28 грудня 2024          |
| Бадені стоїть перед складним вибором: або він розкриє, де заховані єретичні документи про геліоцентризм, або Новак продовжить катувати Окчі.                                           | |                   |                   |                         |
| 15 | «Тепер… моя черга?» Транслітерація: «Watashi no, Banna no Ka?» (яп. 私の、番なのか？)                                                                | Масато Мійоші     | Коджі Саваї       | 4 січня 2025            |
| Новак переконаний, що його улюблену дочку стратили за єресь. Отець Грабовський знаходить листа від Бадені з незвичайним проханням.                                                     | |                   |                   |                         |
| 16 | «Час починати операцію» Транслітерація: «Kōdō o Kaishi Suru» (яп. 行動を開始する)                                                                    | Асамі Кавано      | Асамі Кавано      | 11 січня 2025           |
| Минає двадцять пʼять років, і капітан Шмідт з екстремістського Визвольного фронту єретиків проникає до церкви та викрадає важливий предмет.                                            | |                   |                   |                         |
| 17 | «Ця книга може принести мені купу грошей» Транслітерація: «Kono Hon de Dai Kasegi Dekiru, Kamo» (яп. この本で大稼ぎできる、かも)                     | Хіромічі Матано   | Коджі Саваї       | 18 січня 2025           |
| Молода кочівниця, що страждає від бідності, вирішує присвятити своє життя гонитві за багатством. Однієї ночі вона знаходить книгу, яку Фрей заховав у покинутому селі.                 | |                   |                   |                         |
| 18 | «Вивільнити інформацію» Транслітерація: «Jōhō o Kaihō Suru» (яп. 情報を解放する)                                                                     | Міцуюкі Масухара  | Коджі Саваї       | 25 січня 2025           |
| Єпископ Антоній наказує Драці віддати книгу, але раптом втручаються люди Шмідта. Рішуче налаштована змінити свою долю, Драка робить сміливий крок.                                     | |                   |                   |                         |
| 19 | «Тільки блукаючи ти знайдеш правильний шлях» Транслітерація: «Mayoi no Naka ni Rinri ga Aru» (яп. 迷いの中に倫理がある)                              | Хірокі Морі       | Котоно Ватанабе   | 1 лютого 2025           |
| Сподіваючись розшукати людей, які вкрали книгу, інквізитор звертається за порадою до Новака, який тепер, поглинений горем, цілими днями топить своє страждання в алкоголі.             | |                   |                   |                         |
| 20 | «Бо я люблю геліоцентризм!» Транслітерація: «Watashi wa, Chidōsetsu o Aishite Iru» (яп. 私は、地動説を愛している)                                    | Масатака Такада   | Масатака Такада   | 8 лютого 2025           |
| Коли Визвольний фронт єретиків готується вирушати в дорогу, Йоланта передає Драці листа. Незабаром до хліва приходить Новак з інквізиторами.                                           | |                   |                   |                         |
| 21 | «Часи змінюються» Транслітерація: «Jidai wa Kawaru» (яп. 時代は変わる)                                                                               | Томоя Кітагава    | Томоя Кітагава    | 15 лютого 2025          |
| Шмідт та інші члени Визвольного фронту перегруповуються і починають друкувати книгу. Однак їхню операцію зупиняє зрадник.                                                              | |                   |                   |                         |
| 22 | «Історія забуде ваші імена» Транслітерація: «Kimi-ra wa Rekishi no Tōjō Jinbutsu Janai» (яп. 君らは歴史の登場人物じゃない)                           | Асамі Кавано      | Кенічі Шімідзу    | 22 лютого 2025          |
| Коли група Новака атакує Визвольний фронт, Драка й Шмідт тікають. Прибувши до міста, Драка робить єпископу Антонію пропозицію.                                                         | |                   |                   |                         |
| 23 | «Сподвижники» Транслітерація: «Onaji Jidai o Tsukutta Nakama» (яп. 同じ時代を作った仲間)                                                             | Хірокі Морі       | Кенічі Шімідзу    | 1 березня 2025          |
| Остаточно втративши здоровий глузд, Новак виступає проти Антонія і намагається підпалити церкву. Драка дає йому відсіч і тікає, але отримує тяжке поранення.                           | |                   |                   |                         |
| 24 | «Таумазеїн» Транслітерація: «Taumazein o» (яп. タウマゼインを)                                                                                       | Масаміцу Ісома    | Асамі Кавано      | 8 березня 2025          |
| Альберт доставляє хліб до церкви, де загадковий священник закликає його до сповіді. | |                   |                   |                         |
| 25 | «『?』» (яп. ?) | Асамі Кавано      | Йошіакі Каваджірі | 15 березня 2025         |
| Альберт повертається з академічної зустрічі додому й натрапляє на жахливу несподіванку. У сьогоденні священник дає йому пораду та ділиться власним зізнанням.                          | |                   |                   |                         |

### Інше
30 березня 2022 року манґа була представлена в музичному відео на пісню Amazarashi «1.0», де у відео показані слова пісні за допомогою високого друку на ілюстраціях із серіалу. Вона також була представлениа у музичному відео на пісню Amazarshi «Cassiopeia Mooring» (яп. カシオピア係留所, Kashiopia Keiryū-sho), випущеному 30 червня 2022 року, де персонажі серіалу та їхні діалоги проектуються на планетарій Науково-освітнього музею Ітабаші в Токіо.

## Сприйняття
Станом на лютий 2025 року тираж манґи перевищив 5 мільйонів примірників. Вона була рекомендована художниками манґи Хітосі Іваакі та Сін Такахасі. Була номінована на 14-у премію Manga Taishō у 2021 році та посіла друге місце з 67 балами; була номінована на 15-у премію у 2022 році та посіла п'яте місце з 59 балами. Була номінована на премію Next Manga Award у 2021 році та посіла десяте місце в категорії друкованих видань. Манґа посіла 37 місце у списку «Книга року» 2021 журналу Da Vinci; посіла 21 місце в списку 2022 року. Посіла друге місце в списку найкращих манґ для чоловіків 2022 року Kono Manga ga Sugoi! від Takarajimasha. Виграла Гран-прі манґи Mandō Kobayashi 2021 року. Була номінована на 67-му премію Shogakukan Manga Award у загальній категорії у 2021 році; була номінована на 68-у премію в тій же категорії в 2022 році. Серіал посів п'яте місце в коміксах, рекомендованих працівниками національних книжкових магазинів 2022 року. Манґа була номінована на 46-ту премію Kodansha Manga Award у загальній категорії у 2022 році. У 2022 році серіал отримав 26-ту культурну премію Осаму Тедзуки. Манґа отримала 54-ту премію Seiun Award у категорії «Найкращий комікс» у 2023 році.

## Нотатки
1. ↑  Кана «chi» може позначати не лише кандзі «земля» (地), але й «мудрість, знання, істина» (知), а також «кров, терор» (血)[4].
2. ↑  Прямої згадки про місце немає, але з кількох посилань випливає, що події серіалу відбувалися в Польщі.
3. 1 2  Інформація про виробничий персонал взята з фінальних титрів кожної серії.
4. 1 2  Прем'єри 1 та 2 серій відбулися одночасно.

## Подальше читання
- Shimada, Kazushi (4 січня 2021). 2021年、まず読むべき漫画『チ。』 「地動説」をテーマに描く美学とは？. Real Sound (яп.). Blueprint Co., Ltd. Архів оригіналу за 30 січня 2021.
- 命を賭して正しさの証明を…壮大な地動説証明ドラマ 『チ。-地球の運動について-』 ／マンガPOP横丁㊷. Da Vinci News (яп.). Kadokawa Corporation. 29 січня 2021. Архів оригіналу за 30 січня 2021.